# Maike Nollen
Maike Nollen (Berlino, 15 novembre 1977) è una canoista tedesca.
Ha vinto una medaglia d'oro nel K4 500 m alle Olimpiadi di Atene 2004.

## Palmarès
- Olimpiadi

Atene 2004: oro nel K4 500 m.
- Mondiali

2002: argento nel K4 500 m e bronzo nel K4 200 m.
2005: argento nel K2 1000 m.
- Campionati europei di canoa/kayak sprint

Poznań 2004: bronzo nel K1 500m.
Poznań 2005: argento nel K2 1000m e bronzo nel K2 500m.